# Casarão Eugênio Franco
O Casarão Eugênio Franco é um prédio histórico localizado no centro da cidade paulista de São Carlos e que, por sua importância, é declarado pela Fundação Pró-Memória de São Carlos como edificação de interesse histórico e cultural municipal. Foi construído para Sebastião de Abreu Sampaio e vendido para Eugênio Franco de Camargo em 1910. 

## Histórico
O edifício conhecido como Casarão Eugênio Franco foi edificado no final do século XIX como residência para Sebastião de Abreu Sampaio que foi co-fundador da Empresa Teatral Paulista e, no início do século XX, possuía uma garagem de aluguel. Em 1910, Eugênio Franco de Camargo, vereador e prefeito da cidade, adquiriu o casarão. Eugênio foi casado com Anna Flora Botelho de Abreu Sampaio e ambos viveram na edificação com seus três filhos. Sebastião e Anna eram descendentes da família do Conde do Pinhal.
O Casarão Eugênio Franco "é uma edificação residencial eclética que apresenta detalhes em art nouveau comuns a partir de 1920". Destacam-se "Alpendre de ferro e cobertura de vidro, gradis com referências art-nouveau, vidros coloridos decorados".

## Ecletismo em São Carlos
O Ecletismo chegou à cidade de São Carlos por conta da riqueza advinda do período cafeeiro e pela construção da ferrovia, a partir de 1884. Foi um período de expansão urbana do município. Além disso, grande número de trabalhadores imigrantes traziam consigo conhecimento de métodos construtivos europeus, que foram sendo incorporados às práticas construtivas locais. Construções em estilo Eclético eram símbolo de status social.

## Bem de interesse histórico
O Casarão Eugênio Franco foi reconhecido como "Edifício declarado de interesse histórico e cultural" (categoria 3) no inventário de bens patrimoniais do município de São Carlos, publicado em 2021 pela Fundação Pró-Memória de São Carlos (FPMSC), órgão público municipal responsável por "preservar e difundir o patrimônio histórico e cultural do Município de São Carlos". Para as edificações de Categoria 3, é
| “ | proibida a demolição. Em caso de reformas nesses imóveis, devem ser preservadas a volumetria, fachadas e aberturas (portas e janelas), mediante aprovação do projeto pela Prefeitura Municipal, pela entidade e conselho municipal de defesa do patrimônio, e demais órgãos competentes, federais, estaduais e/ou municipais. | ” |
|   | |   |

A edificação também está na poligonal histórica delimitada pela Fundação, que compreende a conformação da cidade de São Carlos na década de 1940.